# Woodstock Art Colony

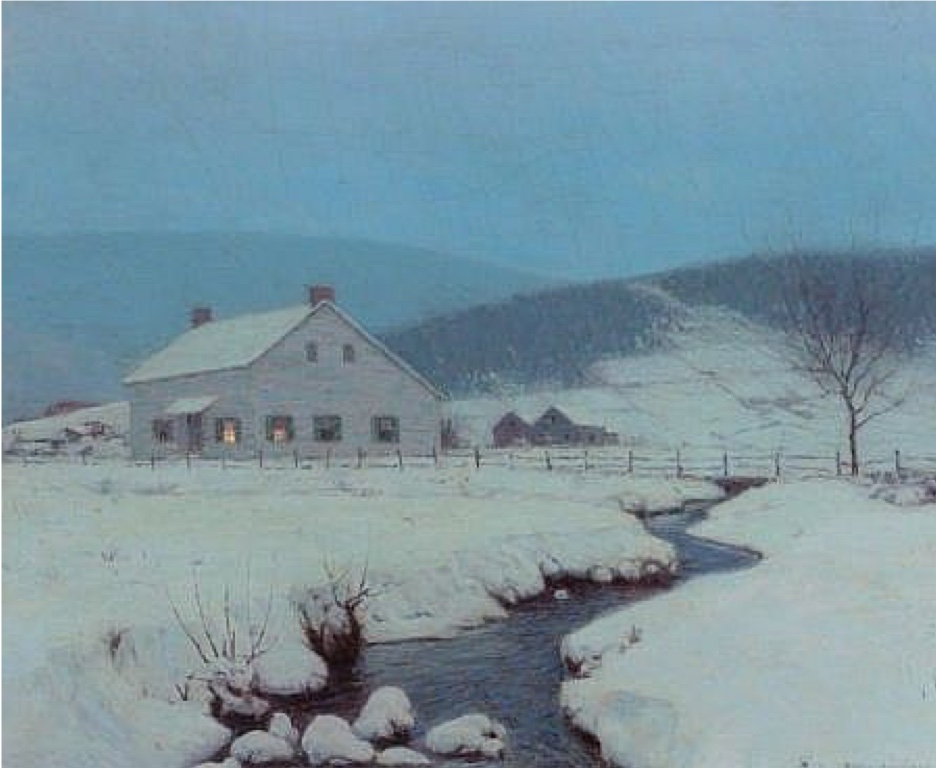
L. Birge Harrison: Dusk (Abenddämmerung), Woodstock (1910)

Die Woodstock Art Colony in Woodstock (New York) ist eine der ältesten kontinuierlich bestehenden Künstlerkolonien der Vereinigten Staaten. Im 20. Jahrhundert war sie ein bedeutendes Zentrum für amerikanische Malerei und Kunstpädagogik.

## Geschichte

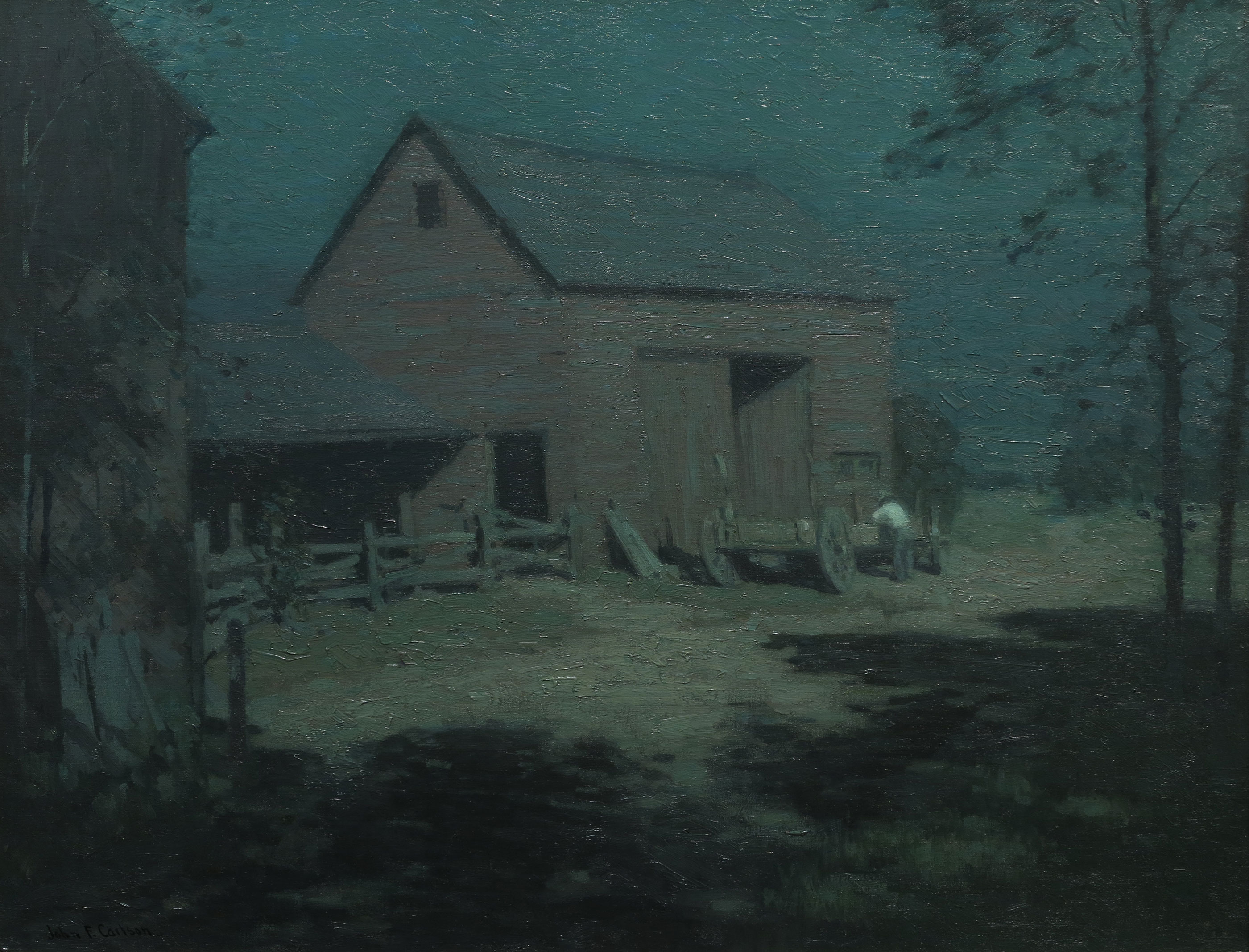
John Fabian Carlson: Summer Night, Woodstock (1908)

Die Künstlerkolonie wurde im Jahr 1902 von dem englischen Kunstmäzen und Anhänger der Arts-and-Crafts-Bewegung Ralph Radcliffe Whitehead gegründet. Gemeinsam mit Hervey White und Bolton Coit Brown etablierte Whitehead die Byrdcliffe Colony in den Catskill Mountains nahe Woodstock in New York. Ziel war es, eine künstlerische Gemeinschaft zu schaffen, die Leben, Handwerk und Kunst miteinander verband. Nach Differenzen mit Whitehead gründete Hervey White 1906 die Maverick Colony, die sich bald zu einem Treffpunkt für experimentelle Künstler entwickelte. Die Byrdcliffe Colony besteht bis heute aus über 30 Gebäuden im Arts-and-Crafts-Stil, darunter Ateliers, Werkstätten und Wohnhäuser. Das Areal wurde 1977 als Byrdcliffe Historic District in das National Register of Historic Places aufgenommen. Viele der ursprünglichen Cottages und Werkstätten werden noch immer von Künstlern genutzt.

## Sammlung

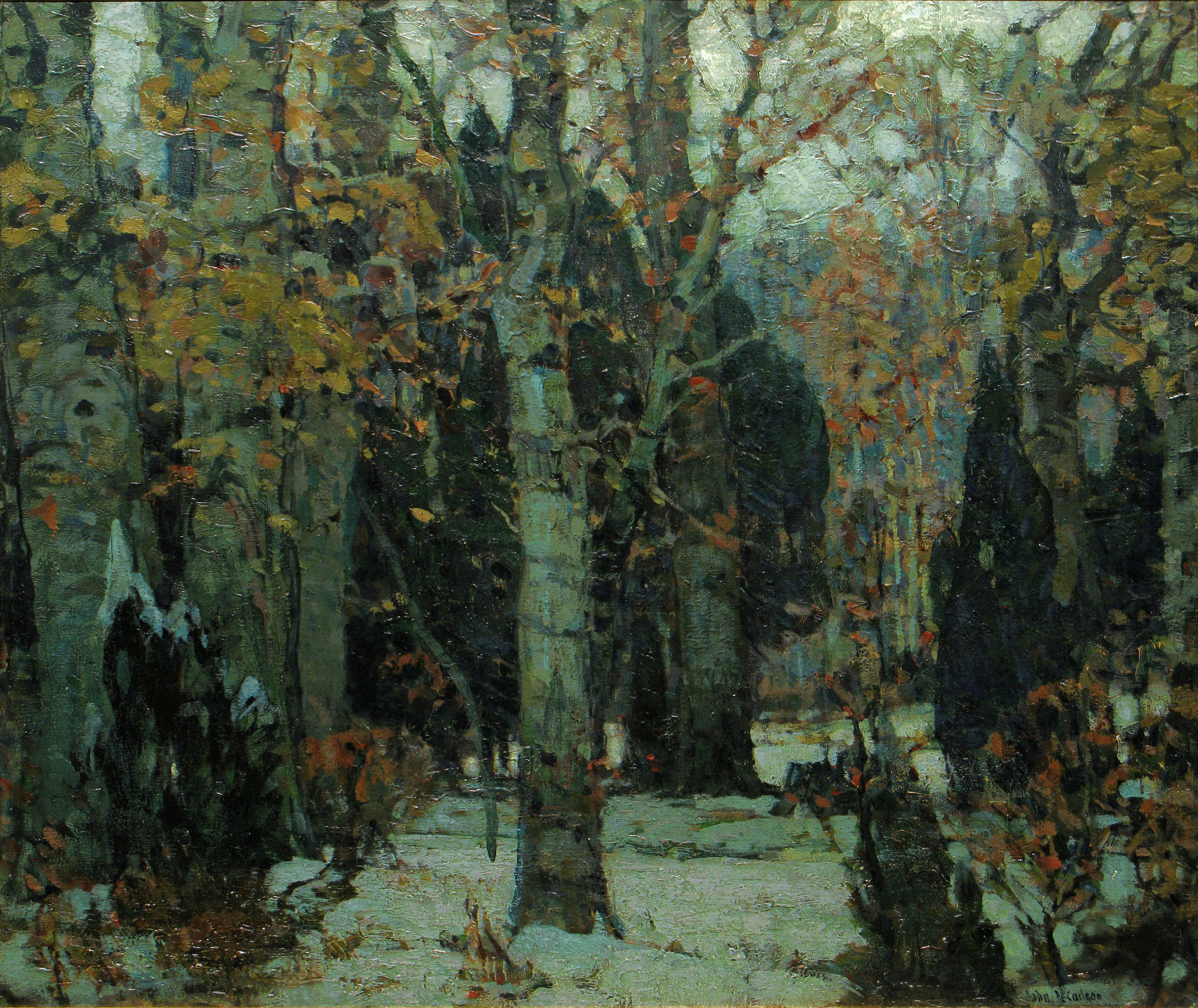
John Fabian Carlson: December Woods, Woodstock (1924)

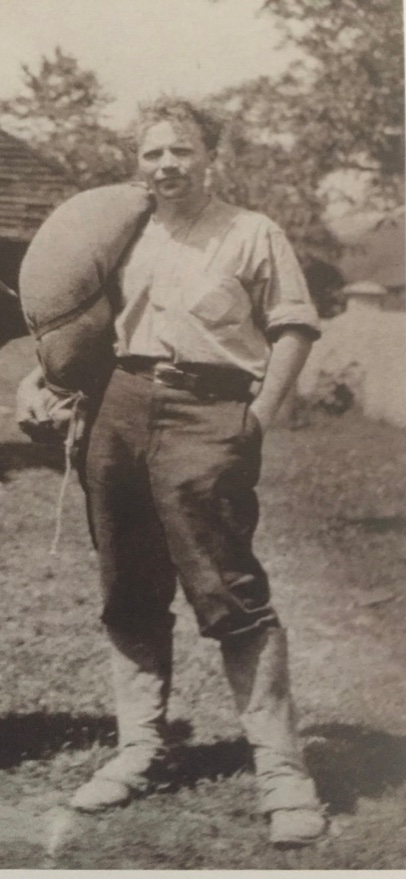
John F. Carlson (Ausschnitt aus einem Gruppenfoto, um 1903)

Die Woodstock Art Colony selbst unterhielt keine eigene Museumssammlung. Institutionen wie das Woodstock Artists Association & Museum (WAAM) sammelten jedoch Werke ihrer Mitglieder. Zu diesen Künstlern gehörten unter anderem John F. Carlson, George Bellows, Konrad Cramer, Milton Avery, Philip Guston und Yasuo Kuniyoshi. Das WAAM verwahrt eine umfangreiche Sammlung von Gemälden, Skizzen, Druckgrafiken und Archivmaterialien. Von besonderer Bedeutung sind die impressionistischen und tonalistischen Landschaften, die in Woodstock entstanden sind. Werke von Künstlern wie John Fabian Carlson oder L. Birge Harrison gelten als typisch für den Stil dieser Künstlerkolonie. Das New York State Museum besitzt seit 2017 die umfangreiche Arthur A. Anderson Collection mit ca. 1500 Kunstwerken (Gemälde, Grafik, Skulpturen, Archive) von rd. 170 Künstlern der Kolonie.